# Straub e Huillet
Jean-Marie Straub (Metz, 8 gennaio 1933 – Rolle, 20 novembre 2022) e 
Danièle Huillet (Parigi, 1º maggio 1936 – Cholet, 9 ottobre 2006) sono stati una coppia di cineasti francesi.
Insieme hanno intrapreso un percorso sperimentale che ha portato alla realizzazione di film quali Cronaca di Anna Magdalena Bach, Dalla nube alla resistenza e Rapporti di classe, che li pongono fra gli autori più originali del cinema del XX secolo. Nel 2006 hanno ricevuto un Leone d'oro alla 63ª Mostra cinematografica di Venezia. Cineasti pienamente moderni, hanno contribuito allo sviluppo di un nuovo cinema (assieme alle vicine sperimentazioni di loro contemporanei quali Hans-Jürgen Syberberg e Marguerite Duras) che unisce una nuova estetica, grazie ad un nuovo statuto dell'immagine, della parola e del sonoro, dello spazio, del tempo, dell'attore e dello spettatore, coinvolti in un processo dialettico, ad un forte impegno politico, che presuppone la primarietà della coscienza.

## Biografia
Jean-Marie Straub nacque a Metz che all'epoca era ancora in Germania e quindi gli venne insegnata la lingua tedesca. Da ragazzo incominciò a interessarsi di cinema fondando nel 1950 un cineclub a Metz, dove era nato e viveva. Dopo studi presso le università di Strasburgo e di Nancy, si trasferì a Parigi dove, nel 1954, conobbe Danièle Huillet, con la quale instaurò un rapporto sentimentale e professionale che durò tutta la vita.
Danièle Huillet era nata invece a Parigi ma crebbe nella campagna dell'Île-de-France, a La Queue-les-Yvelines, trasferendosi a Parigi nel 1948 dove, dopo aver completato gli studi superiori avrebbe voluto iscriversi alla scuola di cinematografia nazionale IDHEC ma all'esame di ammissione si rifiutò di analizzare un film di Yves Allégret, Intrighi di donne, in quanto lo riteneva indegno.
Straub era un appassionato cinefilo amico di François Truffaut e collaborò con lui alla testata Cahiers du Cinéma, sebbene Truffaut si rifiutasse di pubblicare tutto quello che Straub gli proponeva; scrisse anche per la rivista "Radio-Cinéma-Télévision". Esordì nel cinema nel 1956 come assistente lavorando a film come Eliana e gli uomini di Jean Renoir e Un condannato a morte è fuggito di Robert Bresson e, lo stesso anno, fu assistente alla regia per il cortometraggio Le coup du berger, esordio come regista del suo amico Jacques Rivette.
Per evitare l'arruolamento per la guerra di Algeria, Straub insieme a Huillet si trasferì prima ad Amsterdam e poi, nel 1958, a Monaco di Baviera; Straub per questo venne condannato in contumacia per  diserzione. In Germania nel 1963 realizzarono insieme il loro primo film, Machorka-Muff, un cortometraggio di 18 minuti basato su una storia di Heinrich Böll; questa prima opera realizzata trasponendo in modo filologicamente rigoroso un testo letterario originale, rappresenta il primo esempio di uno stile che sarà caratteristico di tutta la loro produzione. Seguì nel 1965 un mediometraggio, Non riconciliati, o solo violenza aiuta, dove violenza regna, sempre tratto da un'opera di Böll. Il primo lungometraggio, Cronaca di Anna Magdalena Bach, venne realizzato nel 1968, ma la gestazione risaliva agli anni cinquanta; lo stesso anno collaborarono con Rainer Werner Fassbinder e la sua compagnia teatrale, l'Action-Theater, mettendo in scena un'opera del drammaturgo Ferdinand Bruckner, Krankheit der Jugend, dal quale poi venne tratto un cortometraggio, Il fidanzato, l'attrice e il ruffiano.
Si trasferirono nel 1969 a Roma dove, negli anni settanta furono molto attivi: nel 1970 realizzarono con attori non professionisti un lungometraggio tratto da un testo teatrale di Pierre Corneille, Gli occhi non vogliono in ogni tempo chiudersi; seguì nel 1972 Lezioni di storia, ispirato a un'opera di Bertolt Brecht e, lo stesso anno, il cortometraggio Introduzione alla "Musica d'accompagnamento per una scena di film" di Arnold Schönberg, nel quale i due registi leggono testi sull'opera del musicista davanti alla macchina da presa; questo lavoro fu alla base del successivo lungometraggio, Mosè e Aronne (1974) tratta dall'omonima opera di Arnold Schönberg; due anni dopo dirigono Fortini/Cani, un documentario sul saggio I cani del Sinai dello scrittore Franco Fortini; segue poi nel 1977 il cortometraggio Ogni rivoluzione è un colpo di dadi ispirato alla poesia Un coup de dés jamais n'abolira le hasard di Stéphane Mallarmé (1897); nel 1978 girano Dalla nube alla resistenza, tratto da due opere di Cesare Pavese (Dialoghi con Leucò e La luna e i falò).
Durante gli anni ottanta realizzarono Troppo presto, troppo tardi (1981) ispirato da una lettera di Friedrich Engels a Karl Kautsky e dalla lettura del saggio La lutte de classes en Egypte, 1945-1970 di Mahmoud Hussein; seguì Rapporti di classe (1983) su ispirazione del romanzo incompiuto di Franz Kafka e due film basati su una tragedia di Friedrich Hölderlin, La morte di Empedocle (1986) e Schwarze Sünde (1988); seguì nel 1989 un altro mediometraggio, Cézanne, basato sulla corrispondenza del pittore.
Negli anni novanta rielaborando una precedente regia teatrale realizzarono Antigone (1991) tratto dalla tragedia di Sofocle nella versione di Hölderlin rivista da Brecht e il corto Lothringen! dal romanzo Colette Baudoche di Maurice Barrès (1994), seguito nel 1996 da un film musicale, Dall'alba al mattino, tratto da un'opera di Arnold Schönberg, un'analisi del matrimonio, e, nel 1999 Sicilia!, realizzato dopo aver realizzato uno spettacolo teatrale con attori non professionisti e ispirata all'opera dello scrittore Elio Vittorini.
Seguirono nel 2001 Operai, contadini e, nel 2003, Il ritorno del figliol prodigo - Umiliati, tratto da Le donne di Messina sempre di Vittorini; nel 2004 venne realizzato il documentario Une visite au Louvre.
Hanno vissuto insieme per la maggior parte della loro vita. Non hanno avuto figli. Danièle Huillet morì di cancro a Cholet il 9 ottobre 2006. Dopo essere rimasto vedovo, Jean-Marie Straub continuò a realizzare film.

## Impostazione brechtiana
Il rapporto con i principi basilari dell'opera di Bertolt Brecht sono uno strumento essenziale per recepire l'opera di Straub e Huillet, pur se a livello intuitivo prima che banalmente calcolato. Ad una domanda sull'impostazione brechtiana dei suoi film Straub risponde: «Non so... non devi credere che lo conosca tanto bene Brecht. Ho fatto conoscenza con le sue teorie come lui le ha fatte: dopo. Prima sono venuto a contatto con la sua opera al Berliner Ensemble (...) nel '58; subito dopo esser partito dalla Francia sono rimasto alcuni mesi (...) a Amsterdam poi a Berlino-Est e qui ho scoperto Brecht; (...)». In un'altra intervista, a proposito del film Dalla nube alla Resistenza, lo stesso regista dice: «(...) Pavese è il Brecht italiano. Almeno, è questo l'aspetto di Pavese che proponiamo nel film. In certi punti, è andato oltre Brecht. Intanto, Pavese, malgrado tutto, non era un ragazzo di città. E poi ha un senso del destino che Brecht non aveva».

## Filmografia

### Cortometraggi
- Machorka-Muff (1962)
- Il fidanzato, l'attrice e il ruffiano (Der Bräutigam, die Komödiantin und der Zuhälter, 1968)
- Introduzione alla "Musica d'accompagnamento per una scena di film" di Arnold Schönberg (Einleitung zu Arnold Schönbergs Begleitmusik zu einer Lichtspielszene, documentario, 1972)
- Ogni rivoluzione è un colpo di dadi (Toute révolution est un coup de dés, 1977)
- En rachâchant (1982)
- Lothringen! (1994)
- Il viandante (2001)
- L'arrotino (2001)
- Incantati (2003)
- Dolando (2003)
- Il ginocchio di Artemide (2007)
- Joachim Gatti (documentario, 2009)
- Corneille-Brecht (2009)
- Le streghe, femmes entre elles (2009)
- O somma luce (2010)
- Un erede (2011)
- L'inconsolabile (2011)
- Sciacalli e arabi (2011)
- La madre (2012)
- La mort de Venise (2013)
- Dialogue d'ombres (2013)
- À propos de Venise (2014)
- La guerre d'Algérie! (2014)
- In omaggio all'arte italiana! (2015)
- L'aquarium et la Nation (2015)
- Pour Renato (2015)
- Où en êtes-vous: Jean-Marie Straub? (documentario, 2016)
- Gens du lac (2018)
- La France contre les Robots (2020)

### Mediometraggi
- Non riconciliati, o solo violenza aiuta, dove violenza regna (Nicht versöhnt oder Es hilft nur Gewalt, wo Gewalt herrscht) (1965)
- Proposta in quattro parti (documentario TV, 1985)
- Schwarze Sünde (1988)
- Cézanne, Dialogue avec Joachim Gasquet (documentario, 1989)
- Itinéraire de Jean Bricard (documentario, 2008)
- Un conte de Michel de Montaigne (2012)

### Lungometraggi
- Cronaca di Anna Magdalena Bach (Chronik der Anna Magdalena Bach, 1967)
- Othon o Gli occhi non vogliono in ogni tempo chiudersi (Les yeux ne veulent pas en tout temps se fermer ou Peut-être qu'un jour Rome se permettra de choisir à son tour (Othon), 1970)
- Lezioni di storia (Geschichtsunterricht, 1972)
- Mosè e Aronne (Moses und Aron, 1974)
- Fortini/Cani (documentario, 1976)
- Dalla nube alla resistenza (1979)
- Troppo presto, troppo tardi (Trop tôt, trop tard, documentario, 1981)
- Rapporti di classe (Klassenverhältnisse, 1983)
- La morte di Empedocle (Der Tod des Empedokles oder Wenn dann der Erde Grün von neuem euch erglänzt, 1986)
- Antigone (Die Antigone des Sophokles nach der Hölderlinschen Übertragung für die Bühne bearbeitet von Brecht 1948 (Suhrkamp Verlag), 1991)
- Dall'oggi al domani (Von heute auf morgen, 1996)
- Sicilia! (1998)
- Operai, contadini (2001)
- Il ritorno del figliol prodigo - Umiliati (2002)
- Une visite au Louvre (documentario, 2004)
- Quei loro incontri (2006)
- Kommunisten (2014)

## Riconoscimenti
- Où gît votre sourire enfoui? (documentario, regia di Pedro Costa, 2001)[1][12]
- "Leone d'oro Speciale per l'insieme dell'opera" a entrambi alla 63ª Mostra cinematografica di Venezia (2006)[2]
- Pardo d'onore del Locarno Festival a Jean-Marie Straub (2017)[13]